# Emil Schwanda
Emil Schwanda, także Szwanda (ur. 24 listopada 1864 w Dobrej, zm. 17 listopada 1946 w Sanoku) – pułkownik piechoty Wojska Polskiego, artysta malarz.

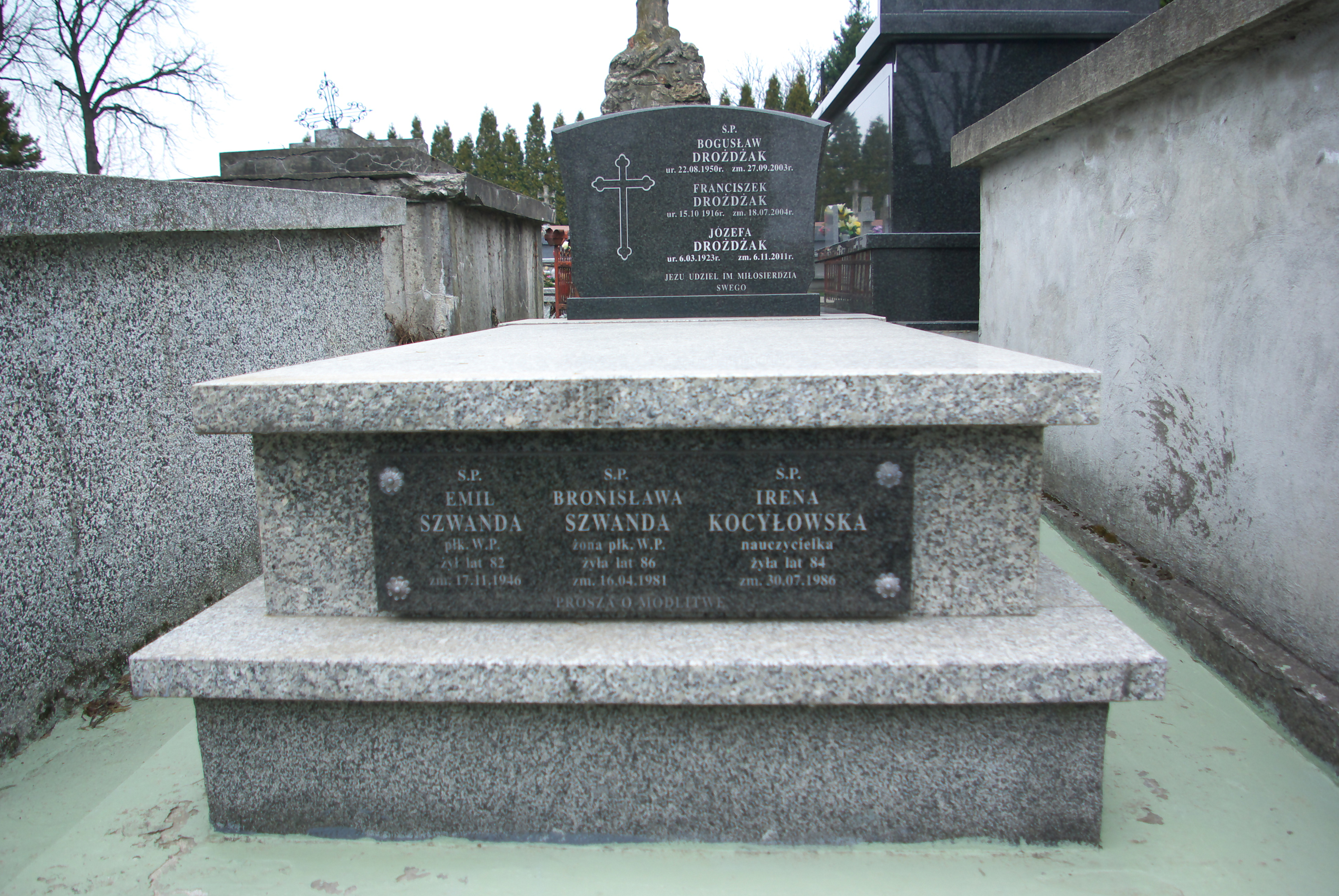
Grobowiec Emila Schwandy

## Życiorys
Emil Schwanda urodził się 24 listopada 1864 w Dobrej na Śląsku. Był synem Jana i Pauliny z domu Plisz. Został oficerem c. i k. Armii. Służył w 77 Galicyjskim Pułku Piechoty w Przemyślu. W latach 1910–1914 był komendantem Okręgu Uzupełnień Sambor, pozostając oficerem nadetatowym 77 pp. W latach 1912–1913 wziął udział w mobilizacji sił zbrojnych Monarchii Austro-Węgierskiej, wprowadzonej w związku z wojną na Bałkanach.
W czasie służby awansował kolejno w korpusie oficerów piechoty na stopień: kadeta (1882), podporucznika (1886), kapitana II klasy (1896), kapitana I klasy (1900), majora (1 maja 1910), podpułkownika (1 listopada 1913). 
Po zakończeniu I wojny światowej i odzyskaniu przez Polskę niepodległości jako były oficer c. i k. armii został przyjęty do Wojska Polskiego. 15 lipca 1919 został mianowany komendantem Powiatowej Komendy Uzupełnień Sanok.
Został awansowany do stopnia pułkownika w korpusie oficerów piechoty ze starszeństwem z dniem 1 czerwca 1919 (lokata 34). Jako pułkownik przeniesiony w stan spoczynku zamieszkiwał w Sanoku (1923, 1924, 1928). W 1934 jako pułkownik w stanie spoczynku pozostawał w ewidencji Powiatowej Komendy Uzupełnień Sanok. Posiadał przydział do Oficerskiej Kadry Okręgowej Nr X, w grupie oficerów pozostających w dyspozycji dowódcy Okręgu Korpusu Nr X.
W latach 20. Emil Schwanda był jednym z dyrektorów uzdrowiska w Truskawcu. Był także malarzem.
Do końca życia zamieszkiwał przy ulicy Płowieckiej 38 w sanockiej dzielnicy Zatorze. Zmarł 17 listopada 1946 w Sanoku. 19 listopada 1946 został pochowany w grobowcu rodzinnym na cmentarzu przy ul. Rymanowskiej w Sanoku.
Jego żoną była Bronisława (ur. 12 maja 1874 w Krakowie jako córka Jana Zielińskiego i Marii z domu Kreczyńskiej, nauczycielka i działaczka społeczna w Sanoku, m.in. przewodnicząca Narodowej Organizacji Kobiet w Sanoku, zmarła 16 kwietnia 1961 w Sanoku).

## Ordery i odznaczenia
austro-węgierskie
- Kawaler Orderu Franciszka Józefa – Austro-Węgry (1916)[29]
- Krzyż Zasługi Wojskowej[2]
- Krzyż za 25-letnią służbę wojskową dla oficerów[2]
- Brązowy Medal Jubileuszowy Pamiątkowy dla Sił Zbrojnych i Żandarmerii[2]
- Krzyż Jubileuszowy Wojskowy[2]
- Krzyż Pamiątkowy Mobilizacji 1912–1913[30]